# Смріті Ірані
Смріті Зубін Ірані (гінді स्मृति ज़ुबिन ईरानी англ. Smriti Zubin Irani; уроджена Малхотра (гінді मल्होत्रा англ. Malhotra; нар. 23 березня 1976) — індійська політикеса, колишня модель, телевізійна актриса і продюсерка.

## Життєпис

### Ранні роки і навчання
Смріті народилася 1976 року в Нью-Делі. Вона старша з трьох сестер, і має пенджабські, махараштрі та ассамські коріння. Смріті «з дитинства була частиною» Раштрія сваямсевак сангх "", бо як її дід був членом цієї вкрай правої індуїстської організації, а мати була членом її політичного крила — партії Бхаратія Джана Сангх (Bharatiya Jana Sangh) .
Смріті закінчила 12 класів жіночої школи Holy Child Auxilium. Про її подальшу освіту існують суперечливі відомості. У 2004 році Смріті заявила, що вона отримала вчений ступінь в галузі мистецтва (BA, 1996) в Делійському університеті (заочно), а в 2014 році сказала, що вона в університеті провчилася всього рік на бакалавра в галузі торгівлі (Part I B.Com, 1994). Крім того, в пресі з'явилася інформація, що Ірані вступила тільки в 2013 році, але не здала іспит після першого року навчання .

### Кар'єра актриси
Перш ніж почати кар'єру моделі, Смріті працювала офіціанткою в " Макдоналдсі ". У 1998 році вона стала фіналісткою конкурсу «Міс Індія». У тому ж році Смріті знялася в кліпі співака Мікі Сінгха на пісню «Boliyan» з альбому Saawan Mein Lag Gayi Aag. У 2000 році вона дебютувала в серіалах Kavita і Hum Hain Kal Aaj Aur Kal на каналі Star Plus. З 2000 року Ірані знімалася у головній ролі в серіалі Kyunki Saas Bhi Kabhi Bahu Thi, за що п'ять разів поспіль нагороджувалася премією Indian Television Academy Awards в категорії «Найкраща актриса», чотири рази — премією Indian Telly Awards і вісім разів — премією Star Parivaar Awards. У червні 2007 року вона покинула шоу, посварившись з продюсером Ектой Капур, і була замінена актрисою Гаутамі Капур. У травні 2008 року Смріті повернулася в серіал, знявшись у спеціальному випуску. Того ж року вона отримала спеціальний приз Star Parivaar Awards.
У 2001 році Смріті зіграла роль Сіти в телесеріалі Ramayan на каналі Zee TV. У 2006 році вона виступила співпродюсеркою серіалу Thodi Si Zameen Thoda Sa Aasmaan, а в 2007 році спродюсувала серіал Virrudh на каналі Sony TV. Вона також виконала головні ролі в цих серіалах. У тому ж році Смріті була продюсеркою серіалу Mere Apne на каналі 9X і виконала роль другого плану в серіалі Teen Bahuraaniyaan на телеканалі Zee TV .
У 2008 році Смріті разом з Сакші Танвар була ведучою танцювального реаліті-шоу Yeh Hai Jalwa за участю знаменитостей на каналі 9X. У тому ж році вона виступила продюсеркою серіалу Waaris на каналі Zee TV. У 2009 році Ірані взяла участь у комедійному шоу Maniben.com на каналі SAB TV, також ставши його співпродюсеркою. У 2012 році вона знялася в бенгаломовному фільмі Amrita .

### Політична кар'єра

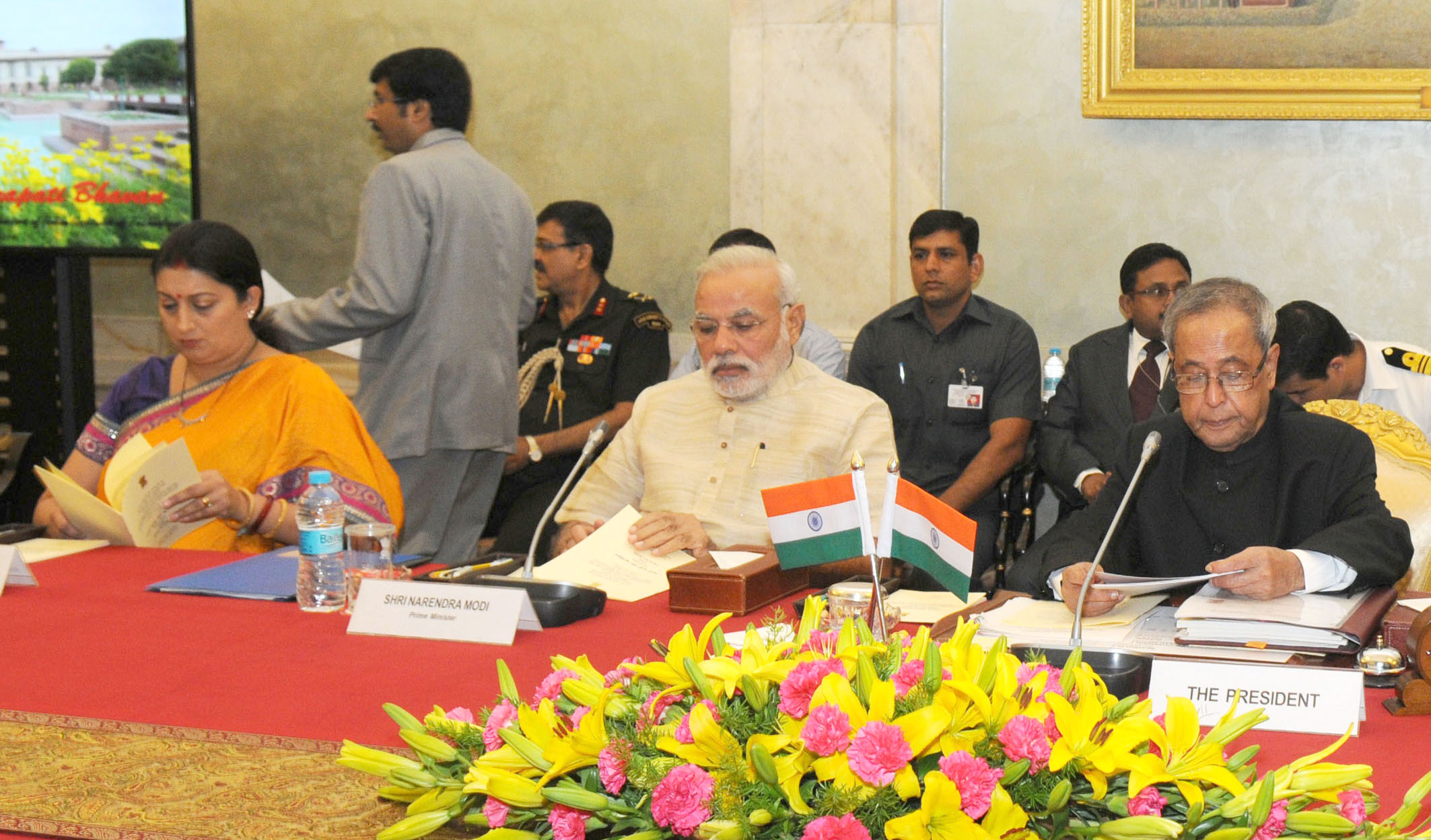
Смріті Ірані, прем'єр-міністр Нарендра Моді і президент Пранаб Мукерджі на конференції голів ради керуючих і директорів Індійського технологічного інституту в Раштрапаті-Бхавані 22 серпня 2014.

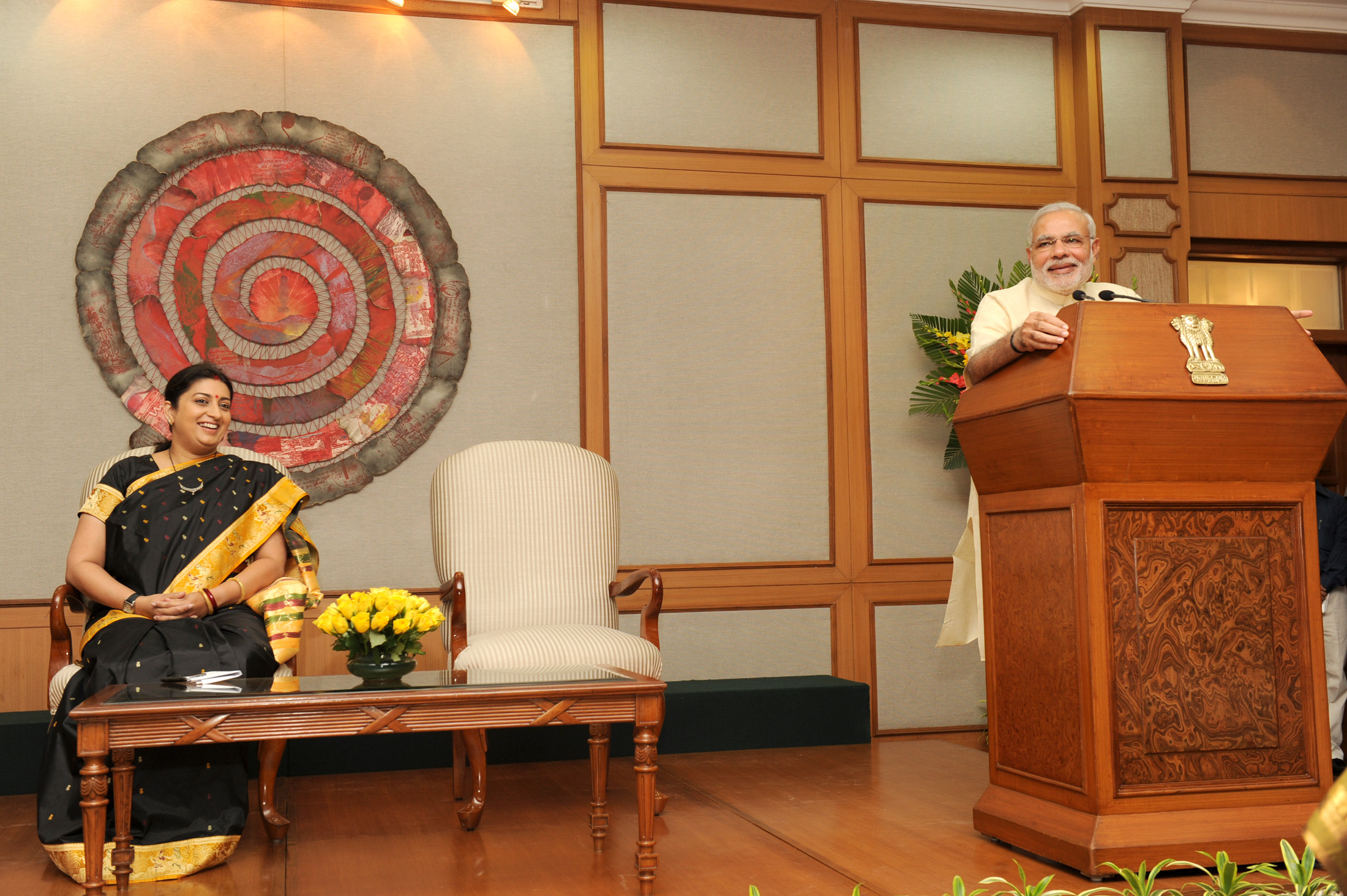
Смріті Ірані і прем'єр-міністр Моді на неформальній зустрічі з учителями напередодні Дня вчителя в Нью-Делі

У 2003 році Смріті Ірані вступила до Бхаратія джаната парті (БДП), а в 2004 році стала віце-президентом молодіжного крила партії в штаті Махараштра. На загальних виборах 2004 року вона невдало балотувалася в Лок Сабха до нижньої палати парламенту Індії, зазнавши поразки від представника партії Індійський національний конгрес Капіла Сібала. У грудні 2004 року Ірані закликала головного міністра Гуджарату і лідера БДП Нарендра Моді подати у відставку, звинувативши його в поразці партії на виборах. Але після того, як центральне керівництво БДП пригрозило вжити проти неї заходів, Смріті відкликала свою вимогу. У травні 2009 року, під час передвиборної кампанії Віджая Гоеля, Ірані висловила свою стурбованість з приводу безпеки жінок у столиці Вндії. Вона виступила за смертну кару як стримуючий чинник для ґвалтівників .
На початку 2010 року Ірані була призначена національним секретарем БДП, а 24 червня — президентом жіночого крила партії, BJP Mahila Morcha. У серпні 2011 року вона була приведена до присяги в Раджья Сабха, верхній палаті парламенту Індії .
На парламентських виборах 2014 року Ірані зазнала поразки від представника партії Індійський національний конгрес Рахула Ганді, набравши на 107 923 голоси менше (або 12,32 %). 26 травня 2014 року прем'єр-міністр Нарендра Моді призначив її міністеркою розвитку людських ресурсів у своєму кабінеті. У 38 років вона стала наймолодшим членом кабінету міністрів .

### Особисте життя
У 2001 році Смріті вийшла заміж за бізнесмена Зубіна Ірані. У жовтні того ж року у них народився син Зохра, а у вересні 2003 року — дочка Зоїш. Пара також виховує Шанель, доньку Зубіна Ірані від його попереднього шлюбу з колишньою учасницею конкурсу краси Моною Ірані .

## Творчість

### Телебачення
| Рік       | Шоу                              | Персонаж                        | Канал      |
| --------- | -------------------------------- | ------------------------------- | ---------- |
| 2000-2008 | Kyunki Saas Bhi Kabhi Bahu Thi   | Тулса Міхір в Ірані             | Star Plus  |
| 2000      | Hum Hain Kal Aaj Aur Kal         |                                 | Star Plus  |
| 2000      | Kavita                           | Кавіта                          | Star Plus  |
| 2001-2003 | Kya Hadsaa Kya Haqeeqat          | Смріті                          | Sony TV    |
| 2001-2003 | Kuch … Diiil Se                  | ведуча                          | SAB TV     |
| 2001-2002 | Ramayan                          | Сіта                            | Zee TV     |
| 2004      | Кава з Караном                   | гість (разом з Сакші Танвар)    | STAR World |
| 2006-2007 | Thodi Si Zameen Thoda Sa Aasmaan | ума                             | Star Plus  |
| 2007-2008 | Virrudh                          | Васудха Сусхант Шарма           | Sony TV    |
| 2007-2008 | Mere Apne                        | Шарда                           | 9X         |
| 2007-2008 | Teen Bahuraaniyaan               | Врінда                          | Zee TV     |
| 2008      | Yeh Hai Jalwa                    | провідна (разом з Сакші Танвар) | 9X         |
| 2008      | Waaris                           | продюсерка                      | Zee TV     |
| 2009-2010 | Maniben.com                      | Манібен Джаманкумар Патель      | SAB TV     |
| 2012      | Savdhaan India                   | провідна                        | Life OK    |
| 2013      | Ek Thhi Naayka                   | Сват                            | Life OK    |

### Кінематограф
| рік  | Назва | Оригінальна назва  | Роль       | Мова        |
| ---- | ----- | ------------------ | ---------- | ----------- |
| 2010 |       | Malik Ek           | Дваркамаі  | гінді       |
| 2011 |       | Jai Bolo Telangana | активістка | телугу      |
| 2012 |       | Amrita             |            | бенгальська |
| 2015 |       | All Is Well        |            | гінді       |

### Театр
| Спектакль                         | Мова      | Роль    |
| --------------------------------- | --------- | ------- |
| Kuch Tum Kaho Kuch Hum Kahein     | гінді     | Сарга   |
| Maniben.com                       | гуджараті | Мані    |
| Koi Taru Bau Saru Thayu           | гуджараті | Девіка  |
| Muktidhaam                        | гуджараті | матір   |
| Garv Thi Kaho Ame Gujarati Chhiye | гуджараті | Мрідула |

## Нагороди
| рік  | нагорода                         | Категорія                            | шоу                            | роль           |
| ---- | -------------------------------- | ------------------------------------ | ------------------------------ | -------------- |
| 2001 | Indian Television Academy Awards | найкраща актриса — драма             | Kyunki Saas Bhi Kabhi Bahu Thi | Тулса в Ірані  |
| 2002 | Indian Television Academy Awards | найкраща актриса — драма             | Kyunki Saas Bhi Kabhi Bahu Thi | Тулса в Ірані  |
| 2002 | Indian Telly Awards              | найкраща актриса                     | Kyunki Saas Bhi Kabhi Bahu Thi | Тулса в Ірані  |
| 2003 | Indian Television Academy Awards | найкраща актриса — драма             | Kyunki Saas Bhi Kabhi Bahu Thi | Тулса в Ірані  |
| 2003 | Indian Telly Awards              | найкраща актриса                     | Kyunki Saas Bhi Kabhi Bahu Thi | Тулса в Ірані  |
| 2003 | Indian Telly Awards              | найкраща ТВ-персона                  | Kyunki Saas Bhi Kabhi Bahu Thi | Тулса в Ірані  |
| 2003 | STAR Parivaar Awards             | Favorite Bahu                        | Kyunki Saas Bhi Kabhi Bahu Thi | Тулса в Ірані  |
| 2003 | STAR Parivaar Awards             | Favorite Patni                       | Kyunki Saas Bhi Kabhi Bahu Thi | Тулса в Ірані  |
| 2004 | Indian Television Academy Awards | найкраща актриса — драма             | Kyunki Saas Bhi Kabhi Bahu Thi | Тулса в Ірані  |
| 2004 | STAR Parivaar Awards             | Favorite Maa                         | Kyunki Saas Bhi Kabhi Bahu Thi | Тулса в Ірані  |
| 2004 | STAR Parivaar Awards             | Favorite Saas                        | Kyunki Saas Bhi Kabhi Bahu Thi | Тулса в Ірані  |
| 2005 | Indian Television Academy Awards | найкраща актриса — драма             | Kyunki Saas Bhi Kabhi Bahu Thi | Тулса в Ірані  |
| 2005 | STAR Parivaar Awards             | Favorite Saas                        | Kyunki Saas Bhi Kabhi Bahu Thi | Тулса в Ірані  |
| 2005 | Gr8! Women Achiever's Awards     | Best Home-Maker Award                | Kyunki Saas Bhi Kabhi Bahu Thi | Тулса в Ірані  |
| 2006 | STAR Parivaar Awards             | Favorite Saas                        | Kyunki Saas Bhi Kabhi Bahu Thi | Тулса в Ірані  |
| 2007 | Indian Telly Awards              | найкраща актриса                     | Virrudh                        | Васудха Шарма  |
| 2007 | STAR Parivaar Awards             | Favorite Saas                        | Kyunki Saas Bhi Kabhi Bahu Thi | Тулса в Ірані  |
| 2007 | Zee Astitva Awards               | найкраща ТВ-персона                  | Kyunki Saas Bhi Kabhi Bahu Thi | Тулса в Ірані  |
| 2008 | STAR Parivaar Awards             | Special Recognition                  | Kyunki Saas Bhi Kabhi Bahu Thi | Тулса в Ірані  |
| 2009 | Gujarati Stage Awards            | найкраща актриса                     | Maniben.com                    | Манібен Патель |
| 2010 | Indian Television Academy Awards | ITA Milestone Award                  | Kyunki Saas Bhi Kabhi Bahu Thi | Тулса Віраніж  |
| 2014 | Garv Indian TV Awards            | найкраща ТВ-персона декади           | Kyunki Saas Bhi Kabhi Bahu Thi | Тулса Віраніж  |
| 2015 | Indian TV Yuva Awards            | кращий молодий політик Індії (жінка) |                                |                |